# Art roman languedocien

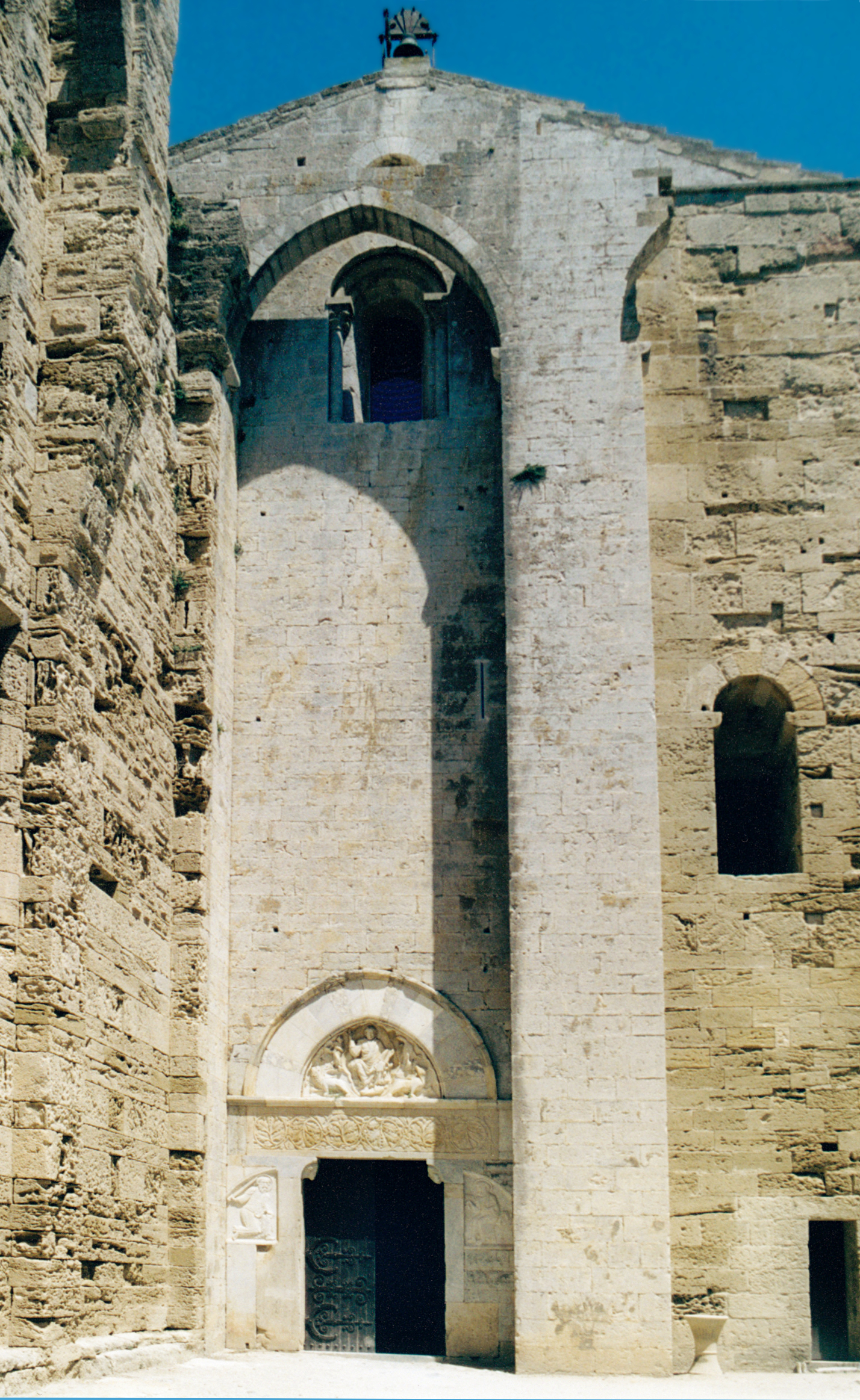
Cathédrale Saint-Pierre-et-Saint-Paul de Maguelone.

L'art roman languedocien reflète de nombreuses influences dues à la position de carrefour du Languedoc : l'influence de l'antiquité romaine, l'influence de l'architecture wisigothique, l'influence de l'art roman lombard et l'influence de l'architecture hispano-mauresque.
Cet art roman manifeste également certaines caractéristiques comme l'opus monspeliensis, l'utilisation ornementale de cordons de basalte noir ou encore l'abondance des églises fortifiées.

## Influences

### Influence de l'antiquité romaine
Comme son voisin l'art roman provençal, l'art roman languedocien a subi l'influence de l'architecture de l'antiquité romaine par le biais des nombreux vestiges romains subsistant dans la région : pont du Gard, arènes de Nîmes, Maison carrée, temple de Diane, tour Magne, pont romain d'Ambrussum, pont romain de Saint-Thibéry, etc.
Il a donc emprunté de nombreuses caractéristiques stylistiques à l'architecture romaine :
- porches évoquant un arc de triomphe ;
- frontons triangulaires ;
- entablements à l'antique constitués d'une architrave, d'une frise et d'une corniche ;
- colonnes cannelées ;
- pilastres cannelés ;
- chapiteaux à feuilles d'acanthe.
- divers types de frises ornant corniches, nefs, voussures de portail, oculi, bas-reliefs… :
  - frises de feuilles d'acanthe ;
  - frises de rinceaux ;
  - frises de palmettes ;
  - frises de grecques (variante de la frise de méandres) ;
  - frises d'oves.
- bas-reliefs ornés de rinceaux ;
- rosaces.

Cette influence de l'antique se retrouve sur plusieurs édifices languedociens :
- Église abbatiale de Saint-Gilles du Gard : porche évoquant un arc de triomphe, avec pilastres cannelés, colonne cannelée, chapiteaux à feuilles d'acanthe, entablements à l'antique, frises de rinceaux, frise de grecques, frises d'oves et frise de feuilles d'acanthe surmontant les bas-reliefs inférieurs. Les ruines du chœur (« vis de Saint-Gilles ») : frises, corbeau et chapiteaux à feuilles d'acanthe ;
- Cathédrale Notre-Dame-et-Saint-Castor de Nîmes : fronton triangulaire orné de rosaces, de modillons à feuilles d'acanthe et d'une frise de feuilles d'acanthe ;
- Église Saint-Jacques de Béziers : chevet orné de colonnes surmontées de chapiteaux à feuilles d'acanthe supportant un entablement à l'antique comportant une frise d'oves et des modillons ornés de feuilles d'acanthe ;
- Abbaye d'Alet-les-Bains : arc triomphal orné de frise d'oves et reposant sur un entablement à l'antique porté par des colonnes surmontées de chapiteaux à feuilles d'acanthe ;
- Chapelle de la Madeleine de Narbonne : baie romane encadrée de deux paires de colonnes cannelées et torsadées surmontées de chapiteaux à feuilles d'acanthe, supportant un arc en plein cintre orné d'une frise de grecques et d'une frise d'oves ;
- Église Notre Dame de Vauvert : fronton triangulaire à l'entrée de l'église.

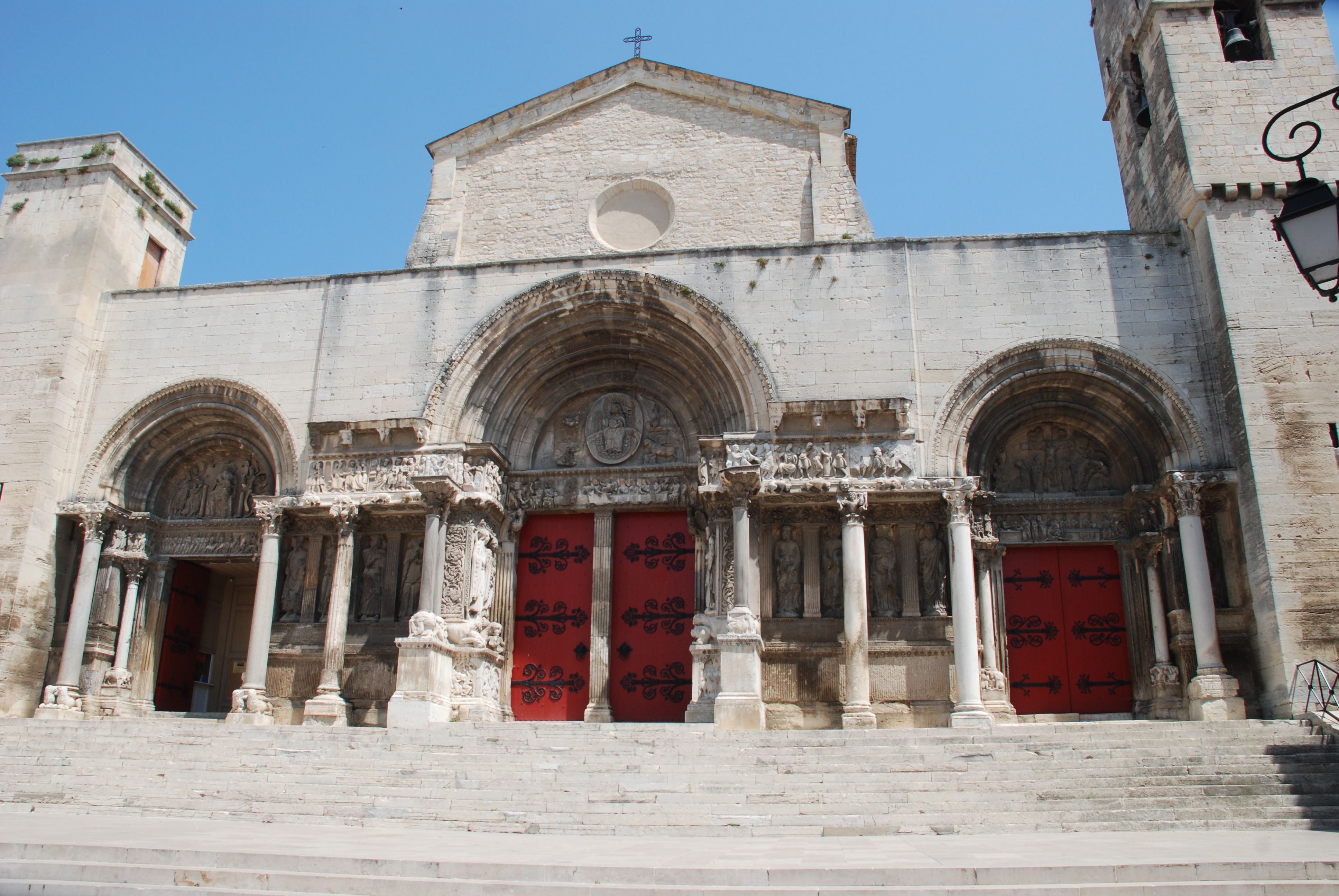
Église abbatiale de Saint-Gilles du Gard : porche à l'antique.
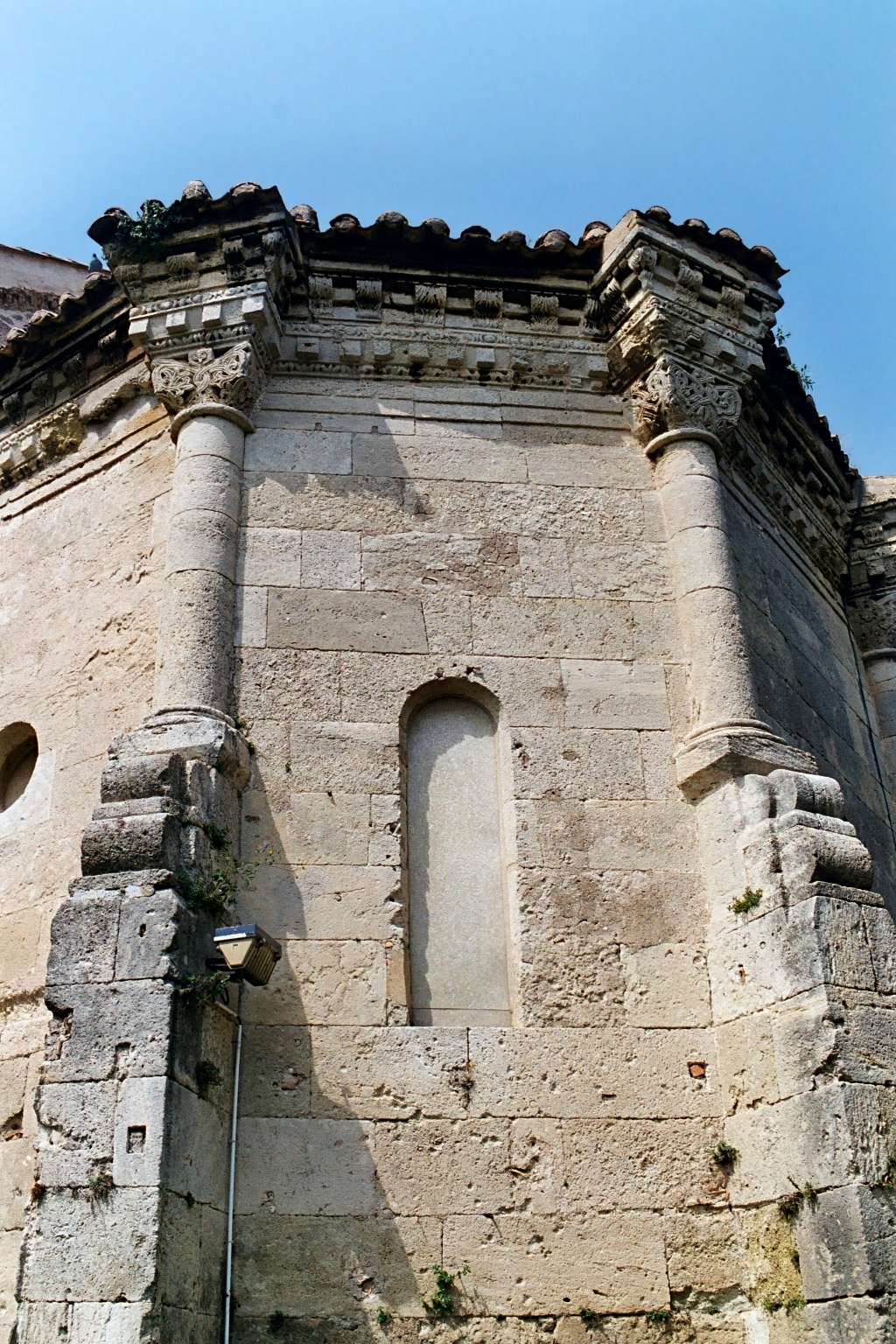
Église Saint-Jacques de Béziers : entablement à l'antique.

### Influence de l'architecture wisigothique
Le Languedoc a fait partie intégrante du royaume wisigothique de Toulouse (419-507) et du royaume wisigothique de Tolède (507-711),,.
De ce fait, l'art roman languedocien a hérité de certaines caractéristiques de l'art wisigothique :
- la roue solaire enserrant une marguerite, motif décoratif d'inspiration wisigothique[4] ;
- l'arc outrepassé ou arc en fer à cheval, variante de l'arc en plein cintre apparue au Ve siècle dans le Bas-Empire romain et qui fut abondamment utilisée par l'architecture wisigothique et par l'architecture préromane de tradition wisigothique (comme à Sournia, Moussan et Saint-Martin-des-Puits).

On retrouve la roue solaire wisigothique entre autres au chevet de l'église Sainte-Agathe de Valergues et au portail de l'église Saint-André de Bernis. 
Quant à l'arc outrepassé, il orne le portail de la chapelle Saint-Nazaire de Roujan et de la chapelle Saint-Hippolyte de Loupian.

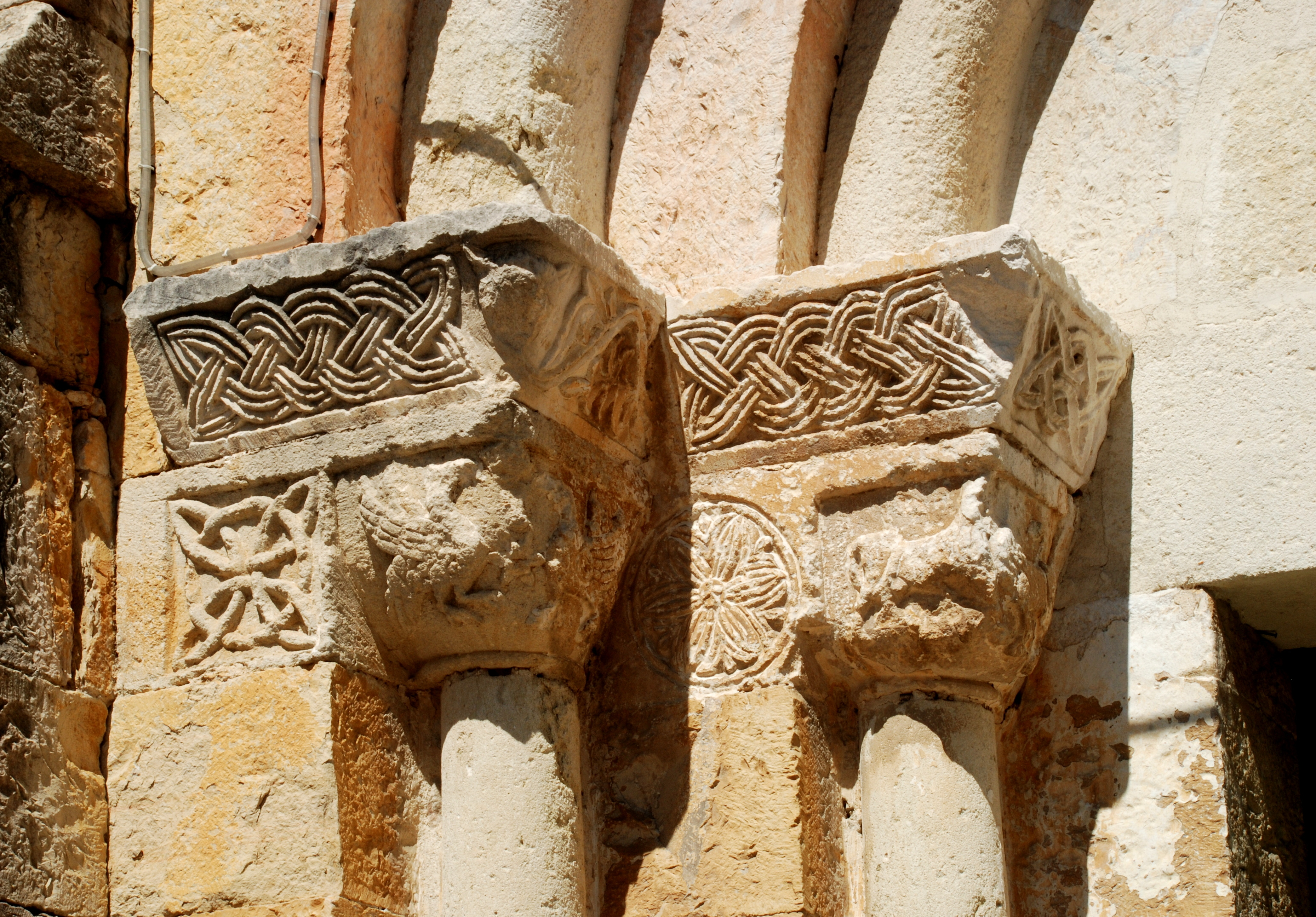
Roue solaire wisigothique au portail de l'église Saint-André de Bernis.
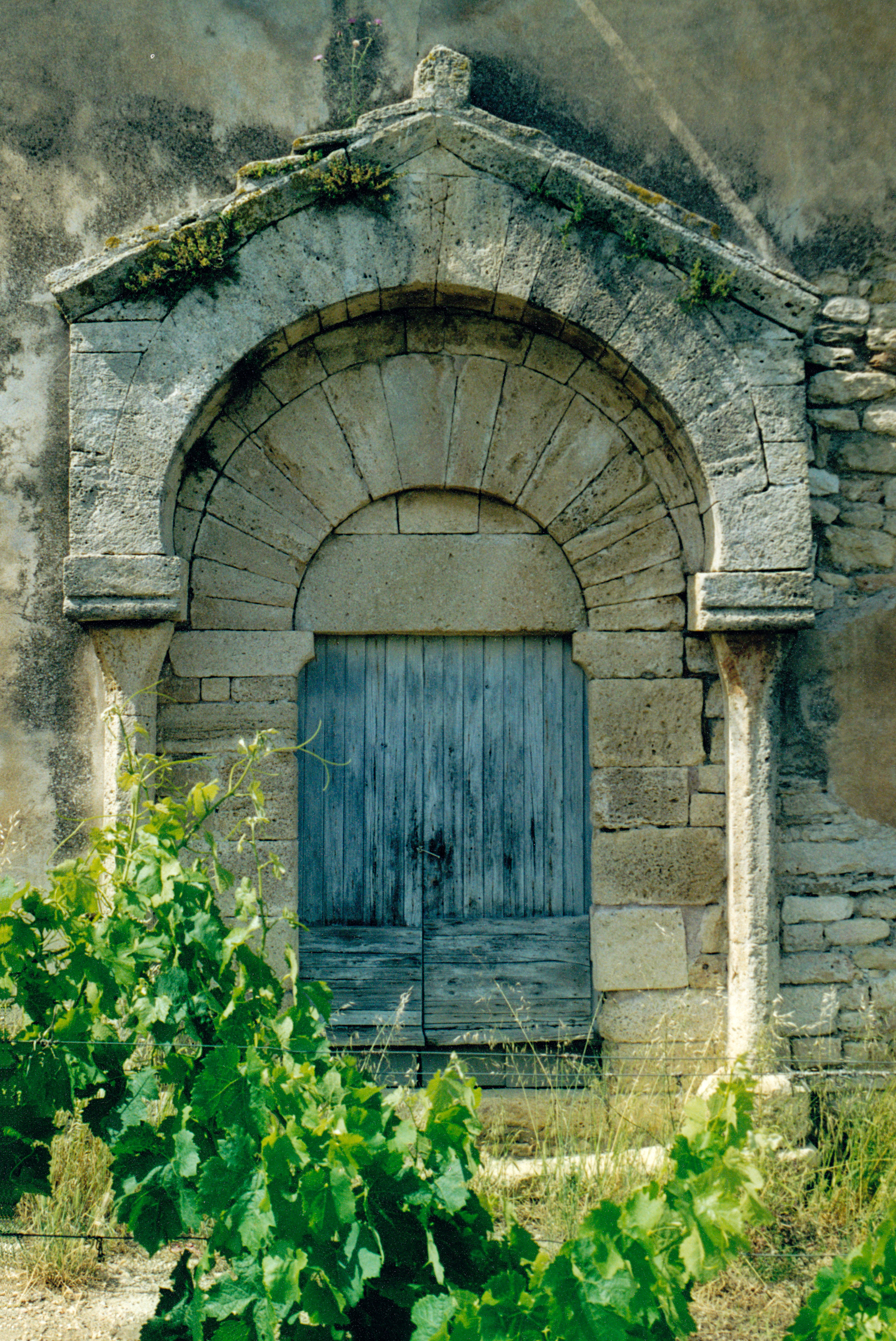
Chapelle Saint-Nazaire de Roujan.
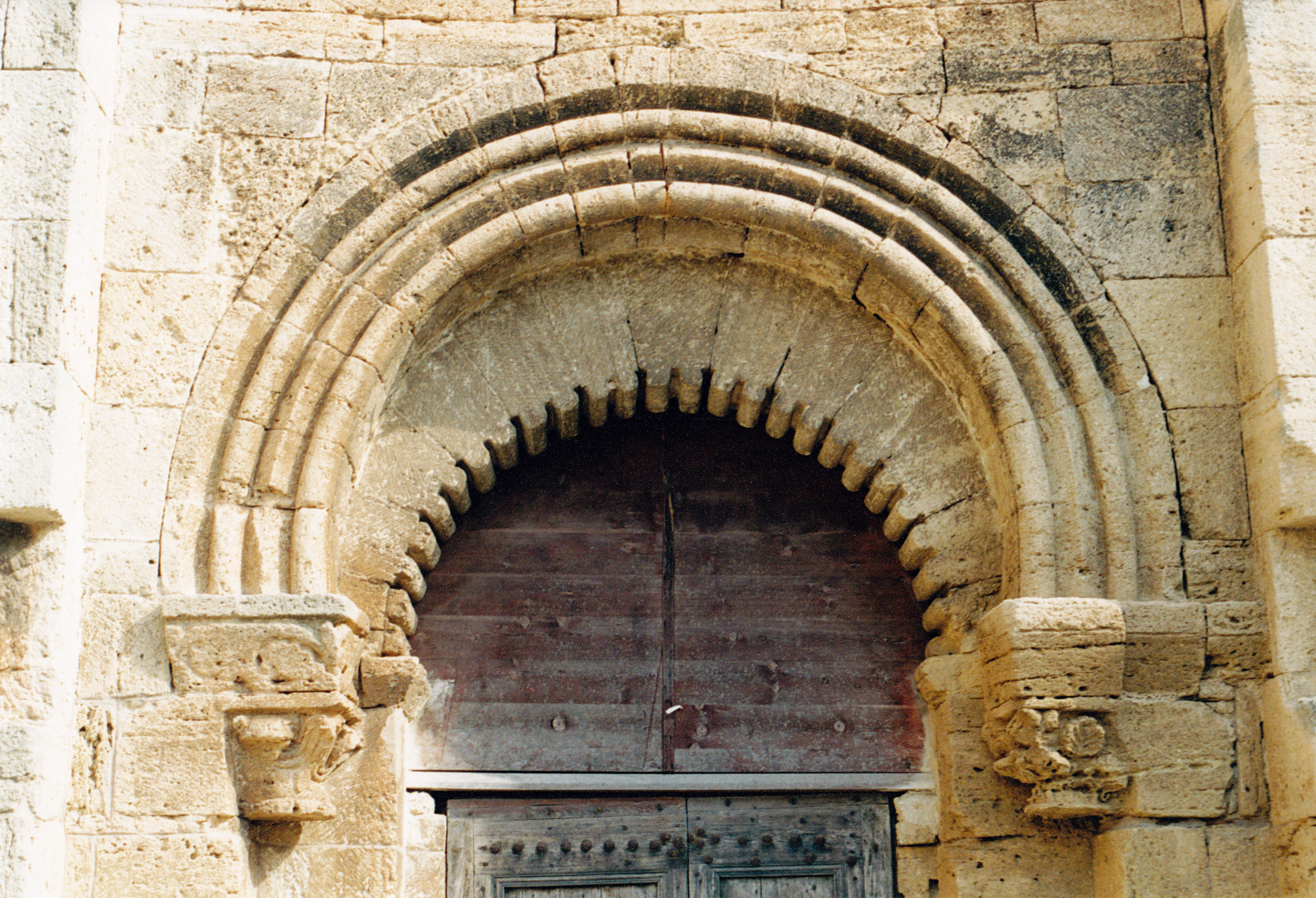
Arc festonné et arc outrepassé de la Chapelle Saint-Hippolyte de Loupian.

### Influence de l'art hispano-mauresque
Par ailleurs, une influence hispano-mauresque s'est exercée sur le Languedoc par le biais des grandes routes du Pèlerinage de Saint-Jacques-de-Compostelle, en l'occurrence la Via Tolosana.
C'est ainsi que l'on retrouve au portail de la chapelle Saint-Hippolyte de Loupian (sous l'arc outrepassé mentionné plus haut) un arc festonné, variante de l'arc polylobé venu de Cordoue.

### Influence de l'art roman lombard
Le Languedoc a subi une forte influence de l'art roman lombard par le biais de la Catalogne toute proche. On y trouve donc de nombreuses églises présentant un chevet de style roman lombard. On notera sur ces édifices l'utilisation fréquente de basalte noir pour souligner l'extrados des arcs des fenêtres et des arcatures lombardes.
- Abbaye de Saint-Guilhem-le-Désert ;
- Tour Fenestrelle de la Cathédrale Saint-Théodorit d'Uzès[Note 2] ;
- Tour romane de Puissalicon ;
- Église de Saint-Martin-de-Londres ;
- Église de Notre-Dame-de-Londres ;
- Chapelle Saint-Julien de Montredon ;
- Église Sainte-Marie de Quarante ;
- Chapelle Saint-Germain de Cesseras ;
- Église Saint-Martin d'Escales ;
- Église Saint-Saturnin de Pouzols-Minervois ;
- Église Saint-Étienne de Blomac ;
- Église Saint-Martin de Vinassan ;
- Église de la Purification de Saint-Polycarpe ;
- Église Sainte-Agathe de Valergues ;
- Église Saint-Nazaire-et-Saint-Celse de Brissac ;
- Église Saint-André de Saint-André-de-Buèges ;
- Église de Saint-Jean-de-Buèges ;
- Église Saint-Pierre-de-Rhèdes de Lamalou-les-Bains ;
- Église de la Décollation-de-Saint-Jean-Baptiste de Saint-Jean-de-la-Blaquière ;
- Église Saint-Cucufat de Saint-Couat-d'Aude ;
- Église Saint-Pierre de Valflaunès ;
- Le mur sud de l'église Saint-Paul de Frontignan ;
- Église Notre-Dame-des-Salces de Saint-Privat.

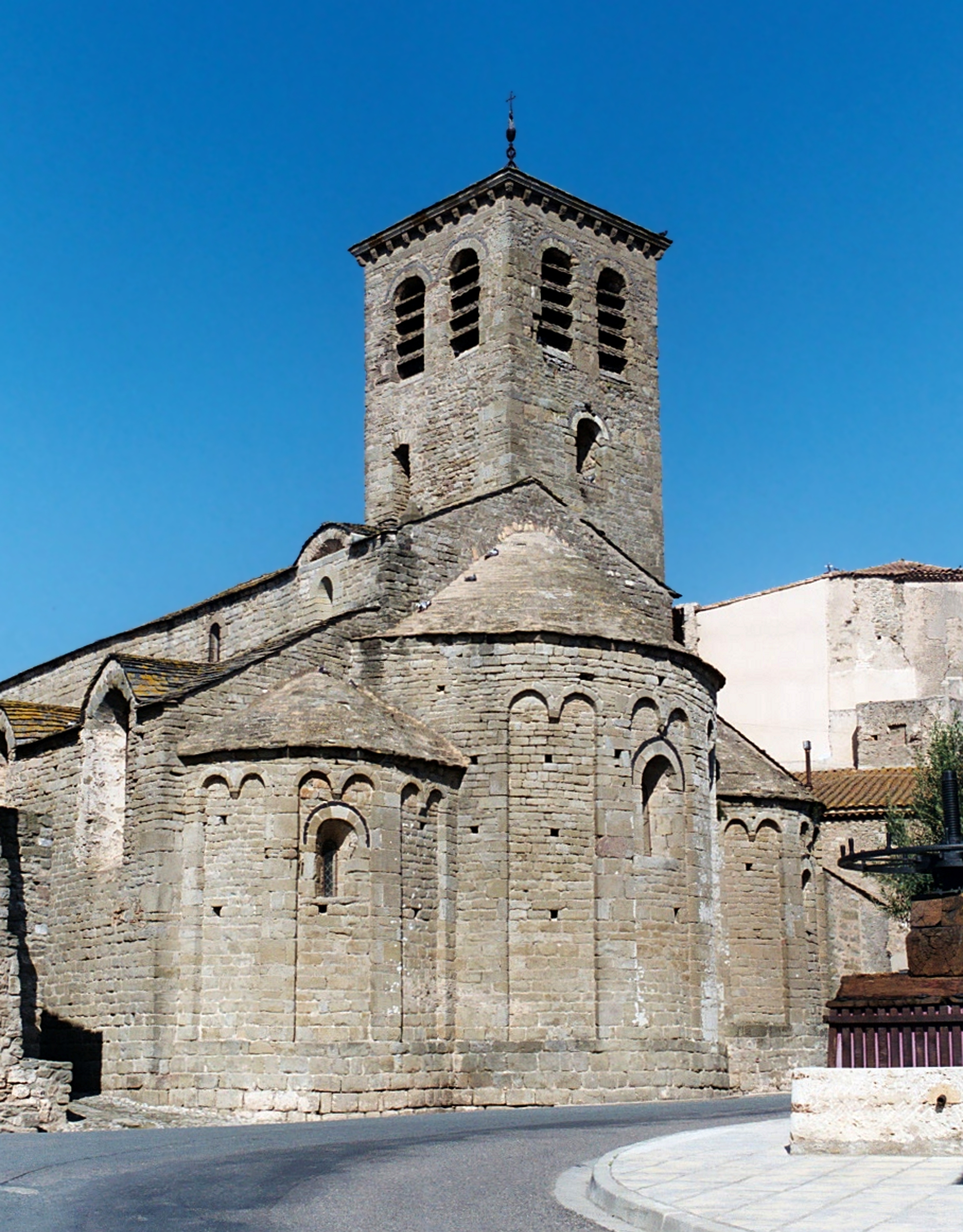
Église Saint-Martin d'Escales.
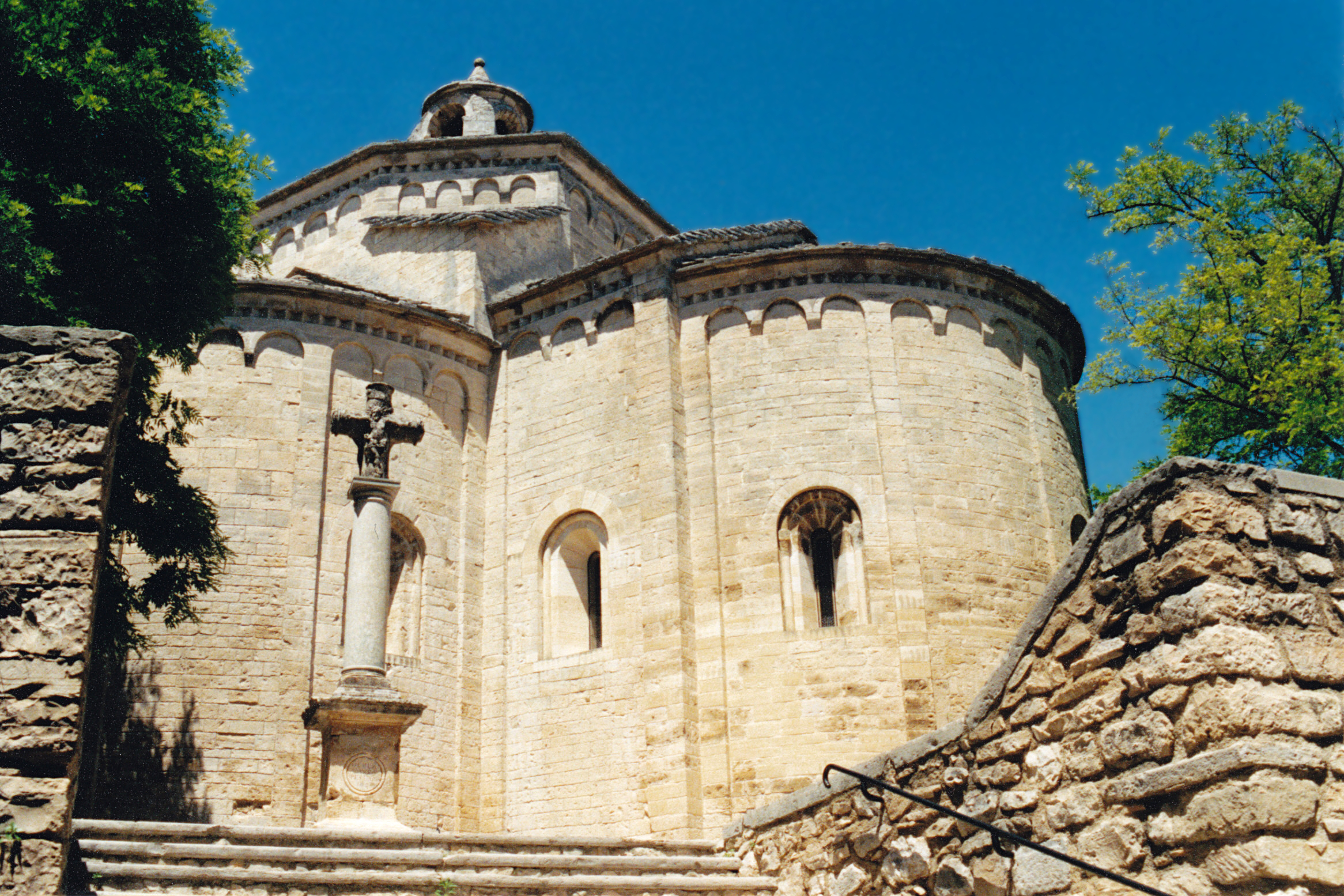
Église de Saint-Martin-de-Londres.
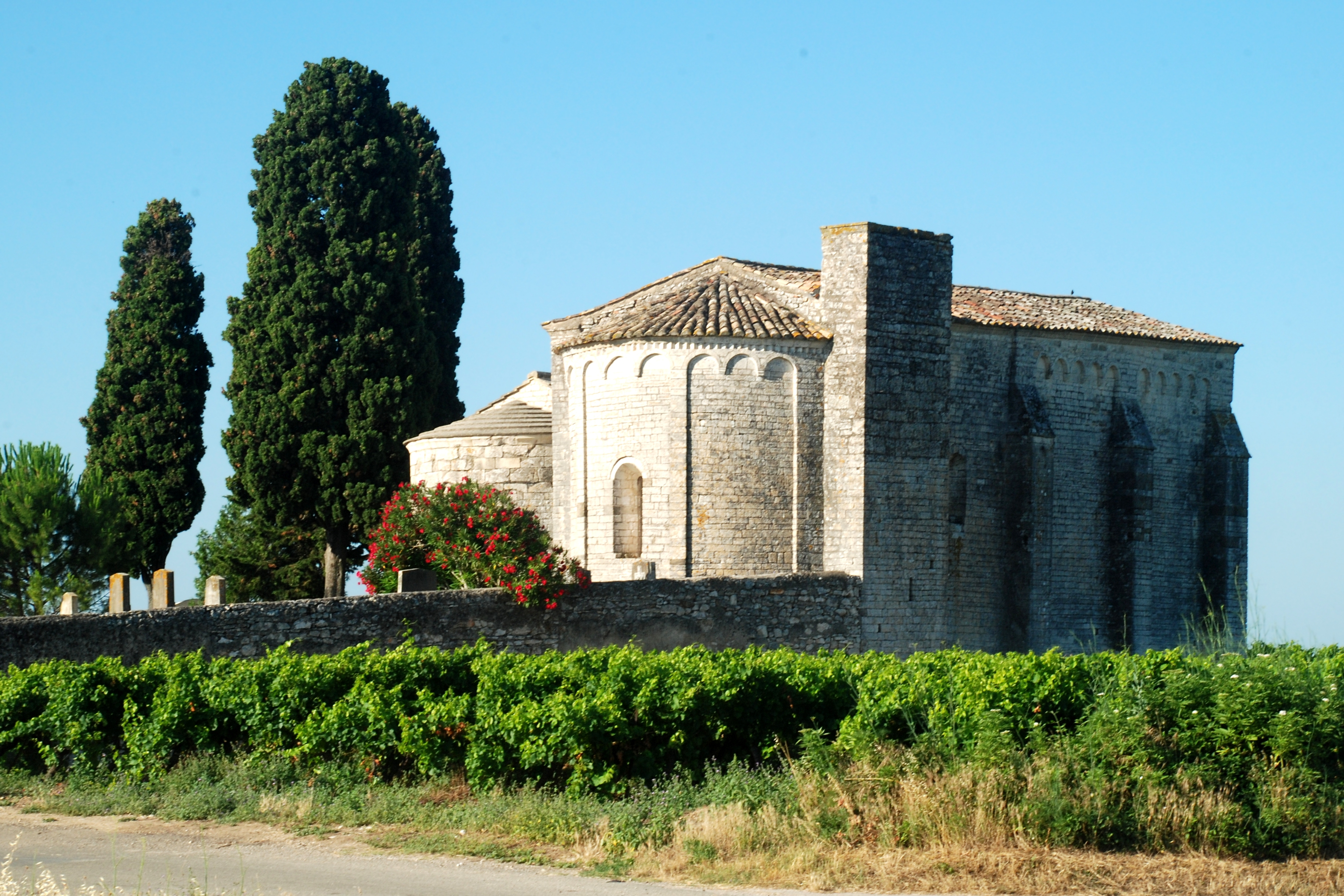
Chapelle Saint-Julien de Montredon.

## Art roman traditionnel

### Basiliques
- Basilique Saint-Sernin de Toulouse
Le comté de Toulouse et le Languedoc sont un foyer novateur au début du XIIe siècle. L'aménagement monumental de l'entrée est inauguré à la basilique Saint-Sernin de Toulouse. De nouveaux supports, le trumeau et le linteau, permettent l'élargissement du tympan qui est couvert de sculptures. Cet accent mis sur le portail d'entrée reflète un passage de l'Évangile selon Saint-Jean : « C’est moi la porte. Qui entrera par moi sera sauvé » ;
- nef romane de la basilique Saint-Nazaire de Carcassonne.

### Abbayes
- Abbaye Saint-Pierre de Moissac ;
- Abbatiale Sainte-Foy de Conques ;
- chevet roman de l'abbaye de Fontfroide ;
- Abbaye de Caunes-Minervois ;
- Abbaye de Saint-Papoul ;
- Abbaye Sainte-Marie de Fontcaude ;
- Abbaye Saint-Pierre-aux-Liens de Joncels.

### Églises castrales
- Église Saint-Laurent d'Olargues.

### Églises fortifiées
- Cathédrale Saint-Étienne d'Agde ;
- Église Notre-Dame de Cazalrenoux ;
- Cathédrale Saint-Pierre-et-Saint-Paul de Villeneuve-lès-Maguelone ;
- Chapelle Saint-Hippolyte de Loupian ;
- Église de Saint-Laurent-des-Arbres ;
- Église de Saint-Bonnet-du-Gard ;
- Église Sainte-Léocadie de Vic-la-Gardiole ;
- Église de la Nativité-de-Saint-Jean-Baptiste de Saint-Jean-de-Cuculles ;
- Église Sainte-Eulalie de Montblanc ;
- Église Saint-Pierre de Montbazin ;
- Église Sainte-Croix de Celleneuve.

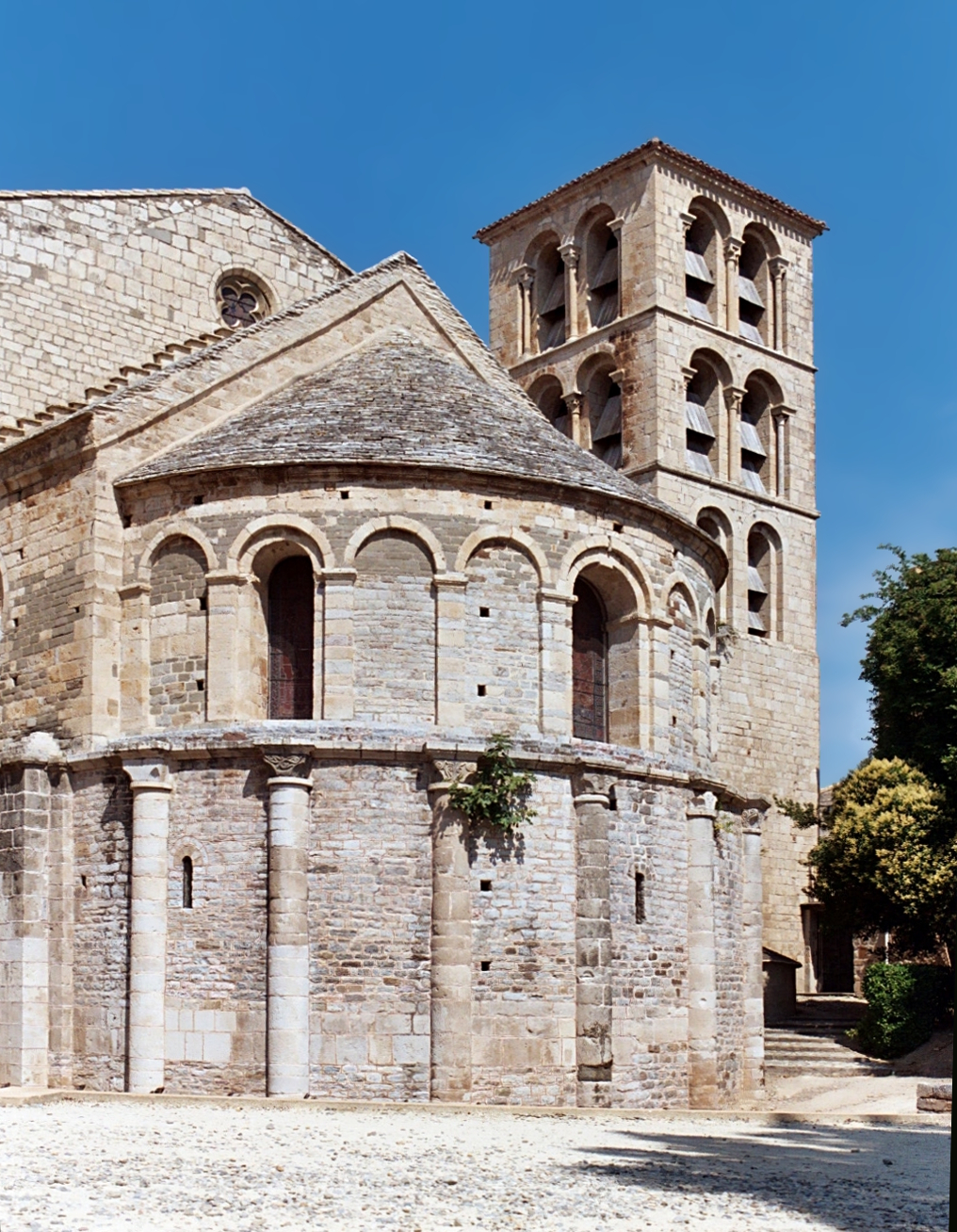
Abbaye de Caunes-Minervois.
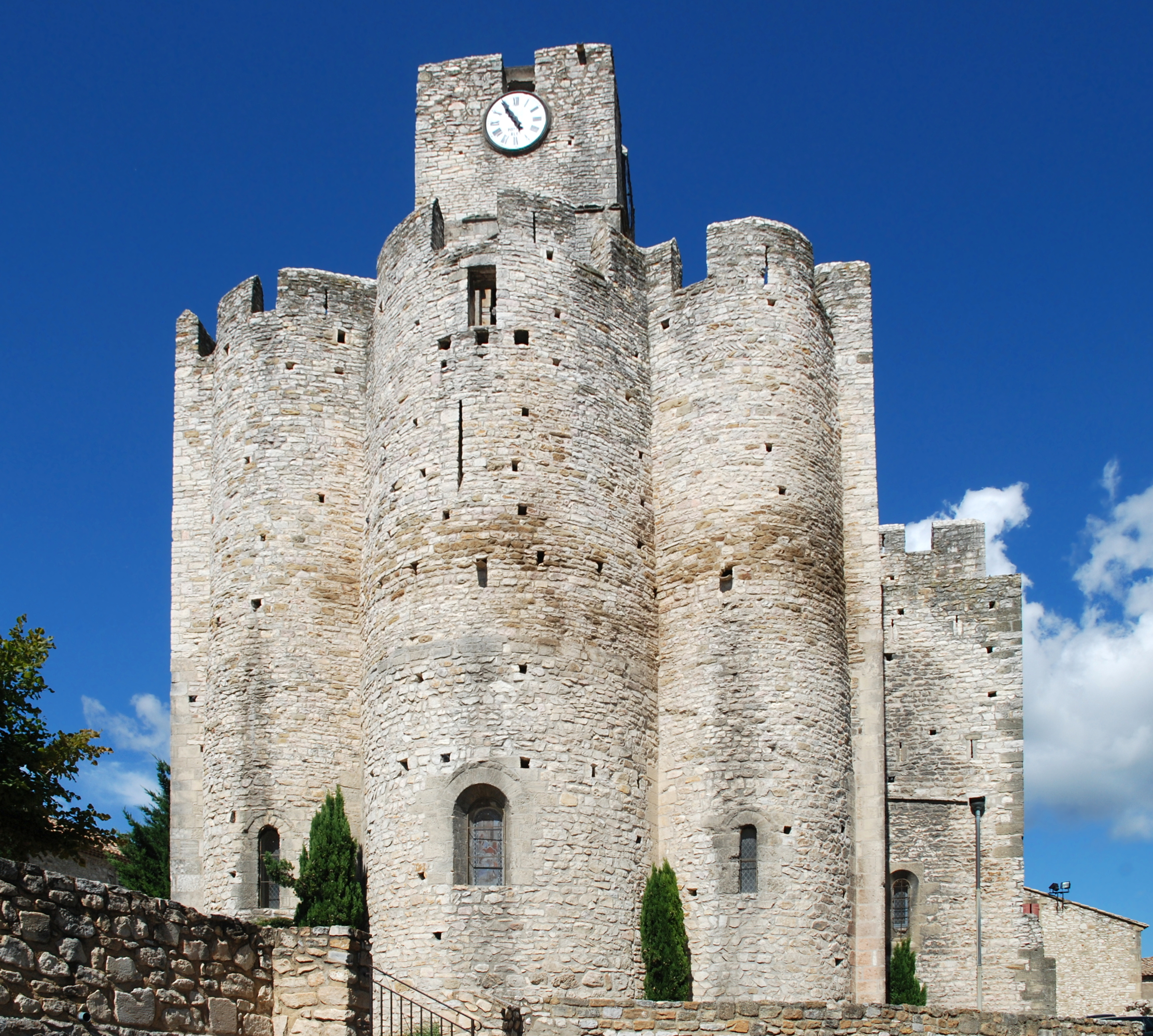
Église fortifiée de Saint-Laurent-des-Arbres.

### Églises édifiées en «opus monspeliensis»
L'opus monspeliensis ou appareil alterné de Montpellier est un appareil de construction de murs réalisé en alternant des assises de pierres de taille minces et hautes et qui fut principalement utilisé dans la région de Montpellier, d'où son nom.
Dans le département de l'Hérault
- Église Saint-Martial d'Assas (chevet) ;
- Église Notre-Dame-d'Aix de Balaruc-les-Bains (chevet) ;
- Chapelle Notre-Dame-de-la-Pitié de Beaulieu (chevet, façades latérales) ;
- Église Saint-Michel de Guzargues (chevet) ;
- Église Saint-Laurent de Lattes (chevet et façade occidentale) ;
- Chapelle Saint-Hippolyte de Loupian (façade occidentale) ;
- Église Saint-Jean-Baptiste de Murviel-lès-Montpellier (chevet) ;
- Église Sainte-Marie-Madeleine de Nézignan-l'Évêque (chevet) ;
- Église de l'Exaltation-de-la-Sainte-Croix de Sainte-Croix-de-Quintillargues (chevet et façade méridionale) ;
- Église de Saint-Vincent-de-Barbeyrargues (chevet) ;
- Église Saint-Étienne de Saussines (chevet et façade occidentale) ;
- Église Sainte-Agathe de Valergues (chevet).

Dans le département du Gard
- Église Saint-André de Souvignargues (chevet et façade occidentale).

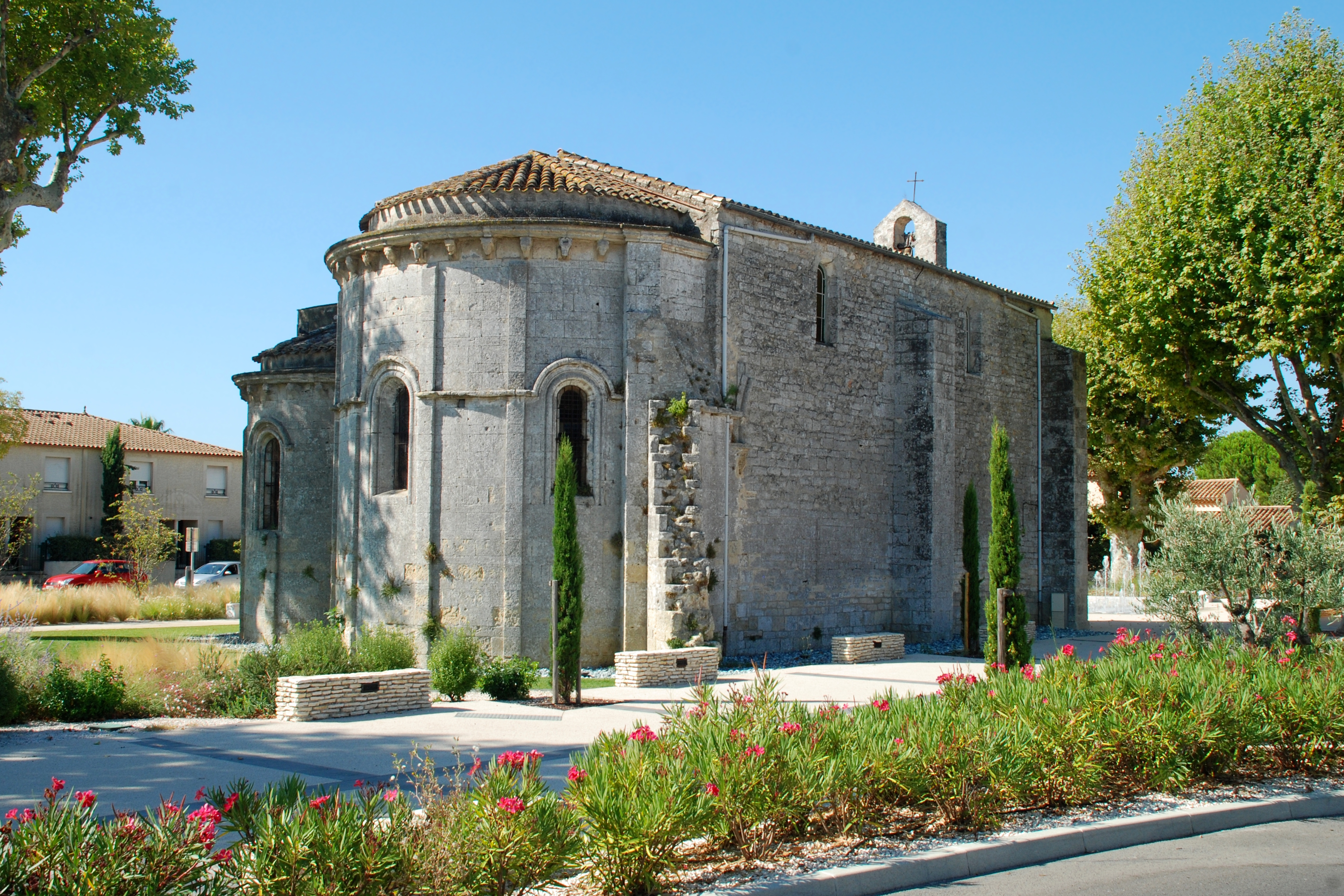
Église Saint-Laurent de Lattes.
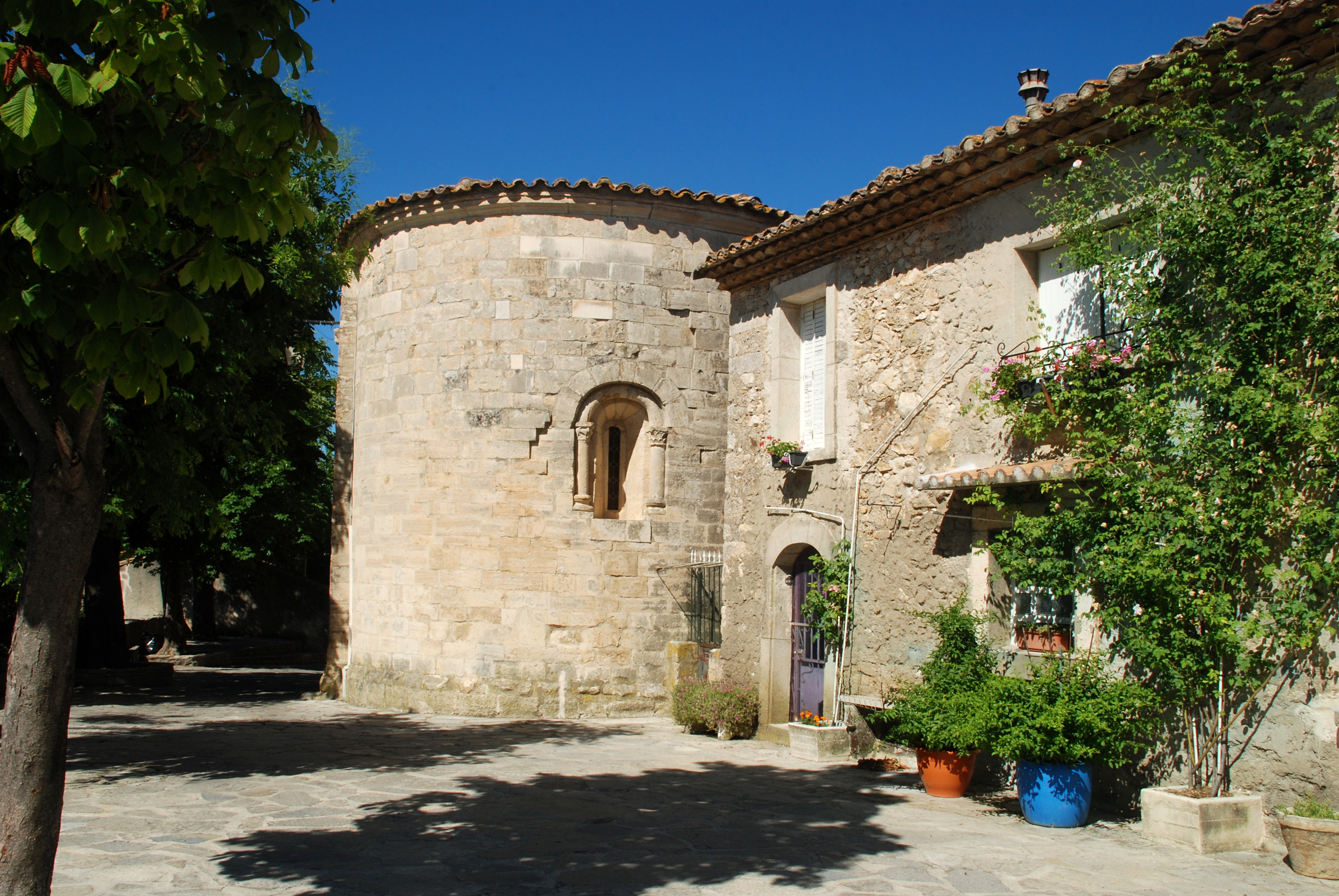
Église Saint-Michel de Guzargues.
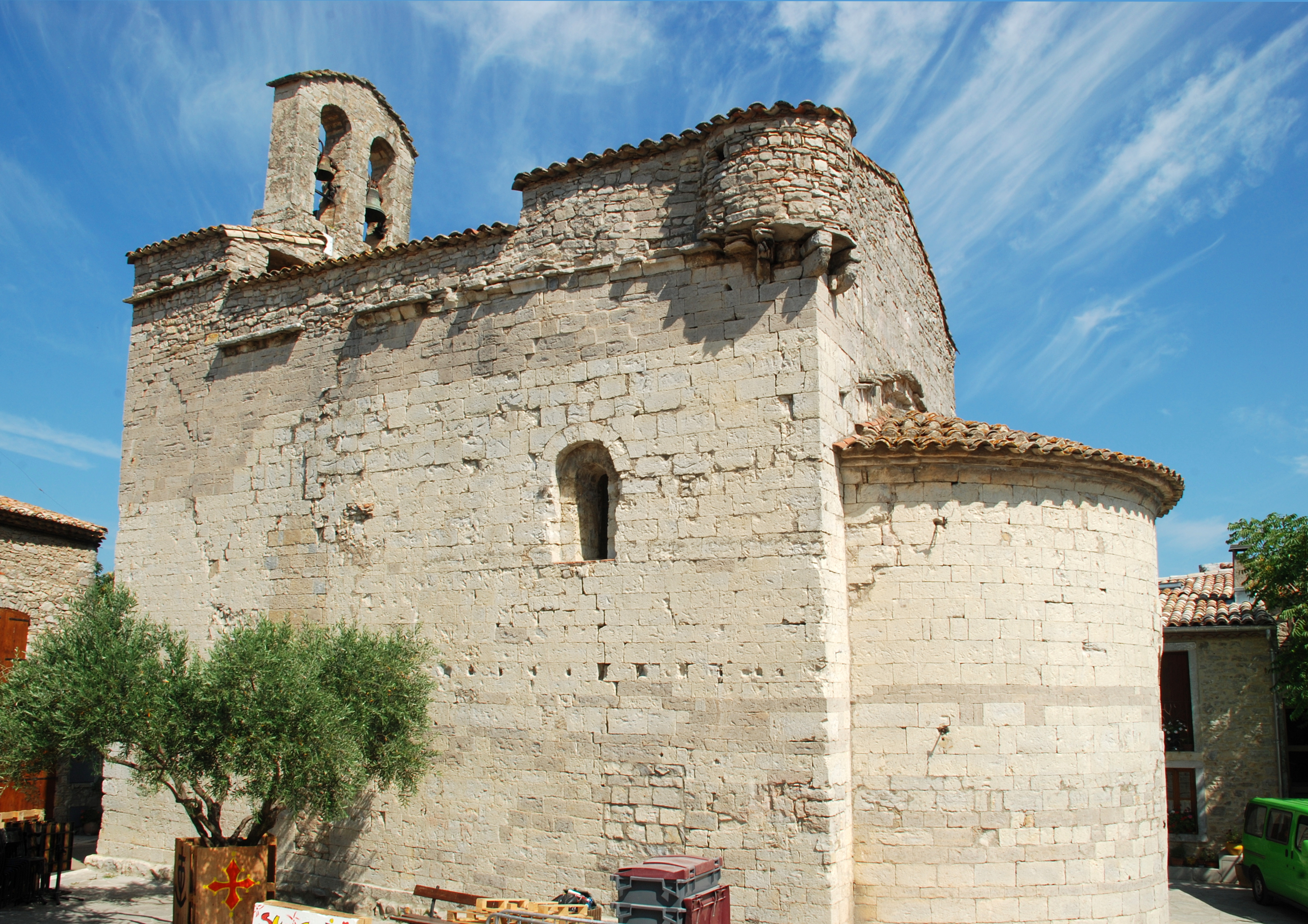
Église de l'Exaltation-de-la-Sainte-Croix de Sainte-Croix-de-Quintillargues.

### Maisons romanes
- Maison consulaire de Saint-Antonin-Noble-Val[6],[7] ;
- Maison romane de Saint-Gilles[8] ;
- Maison romane de Nîmes ;
- Maison des chevaliers, à Pont-Saint-Esprit ;
- Prieuré de Burlats (pavillon d'Adélaïde de Toulouse)[9] ;
- Hôtel des monnaies de Villemagne-l'Argentière ;
- Tour Maurand à Toulouse[10],[11],[12] ;
- Tour de Palmata à Gaillac[13].

### Ponts romans
- Pont du Diable de Saint-Jean-de-Fos (près de Saint-Guilhem-le-Désert) ;
- Pont du Diable d'Olargues.

### Autres édifices
Clochers
- Clocher de Théodard (clocher carolingien restauré à l'époque romane) ;
- Clocher de l'église Saint-Cyr-et-Sainte-Julite de Saint-Xist.

Églises
- Église Saint-Martin d'Alignan-du-Vent ;
- Église Sainte-Marie de Baraigne ;
- Église Saint-Félix de Bayssan ;
- Église Saint-Saturnin de Belpech ;
- Église Saint-André de Bernis ;
- Église Saint-Félix de Claret ;
- Église Saint-Étienne d'Escattes ;
- Église Notre Dame De Perse à Espalion ;
- Église Notre-Dame-des-Pins d'Espondeilhan ;
- Église Saint-Martin de Fleury-d'Aude ;
- Église Saint-Étienne de Gabriac (Rouet) ;
- Église Saint-Laurent de Magalas ;
- Église de Saint-Césaire-lès-Nîmes ;
- Église Saint-Jean-l'Évangéliste d'Ouveillan ;
- Église de la Sainte-Vierge de Payra-sur-l'Hers ;
- Église Notre-Dame de Pégairolles-de-Buèges ;
- Église de l'Assomption de Rieux-Minervois ;
- Église de Saint-Félix-de-Pallières ;
- Église de Saint-Pons-de-Mauchiens ;
- Église Saint-Martin de Sauteyrargues ;
- Église de Saint-Martin de Sossenac ;
- Église Saint-Baudile de Tornac.

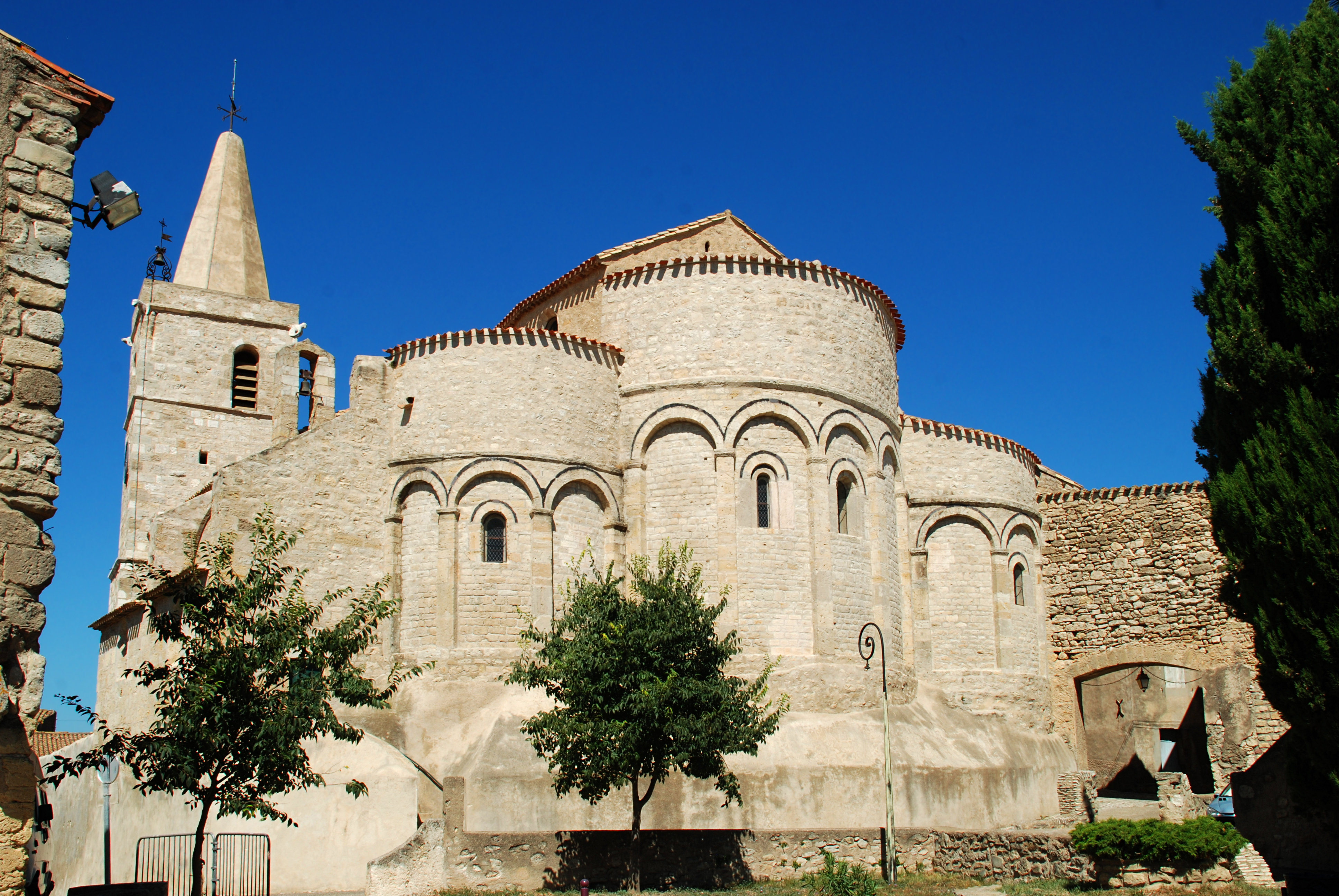
Ouveillan.
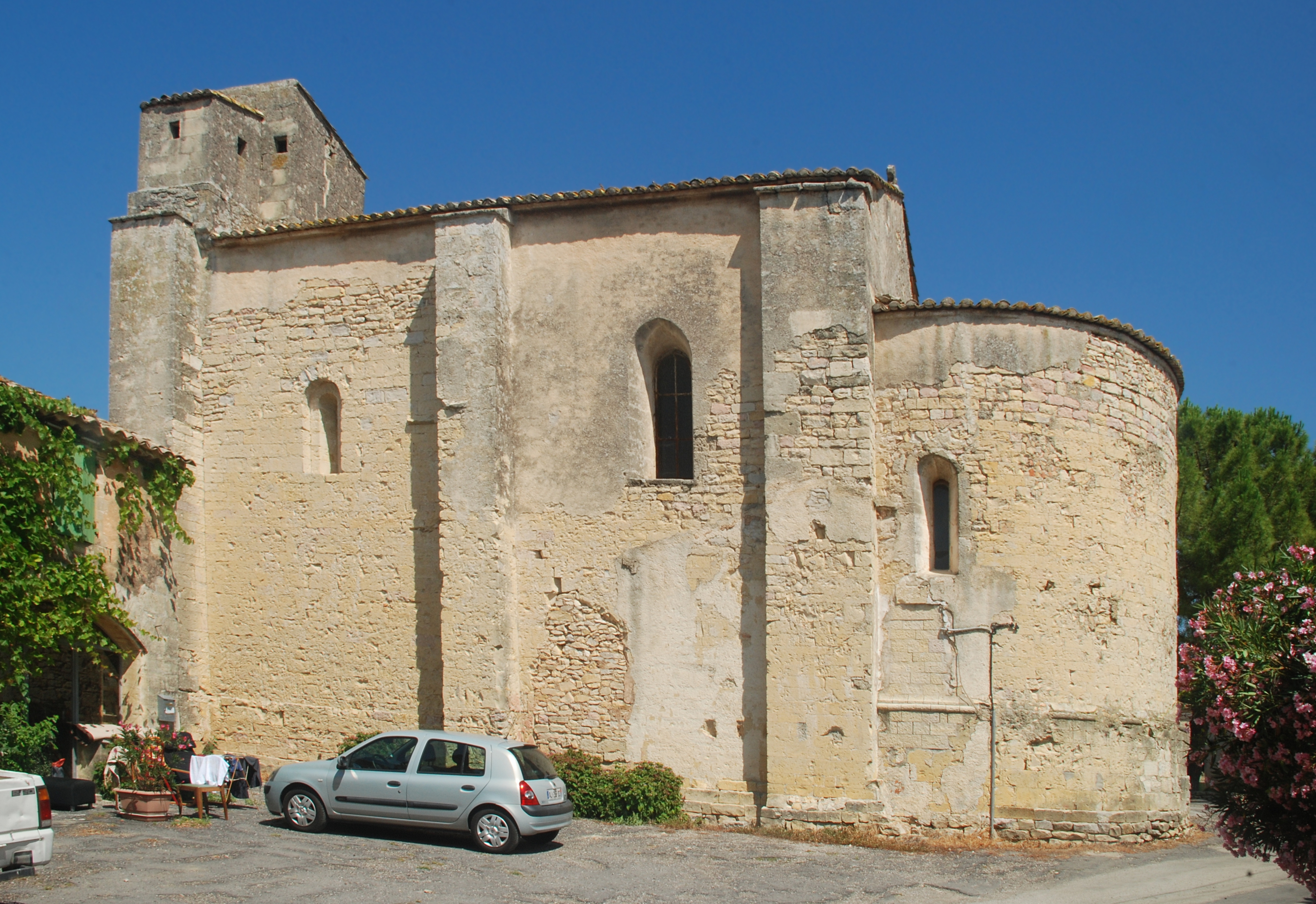
Saint-Étienne d'Escattes.
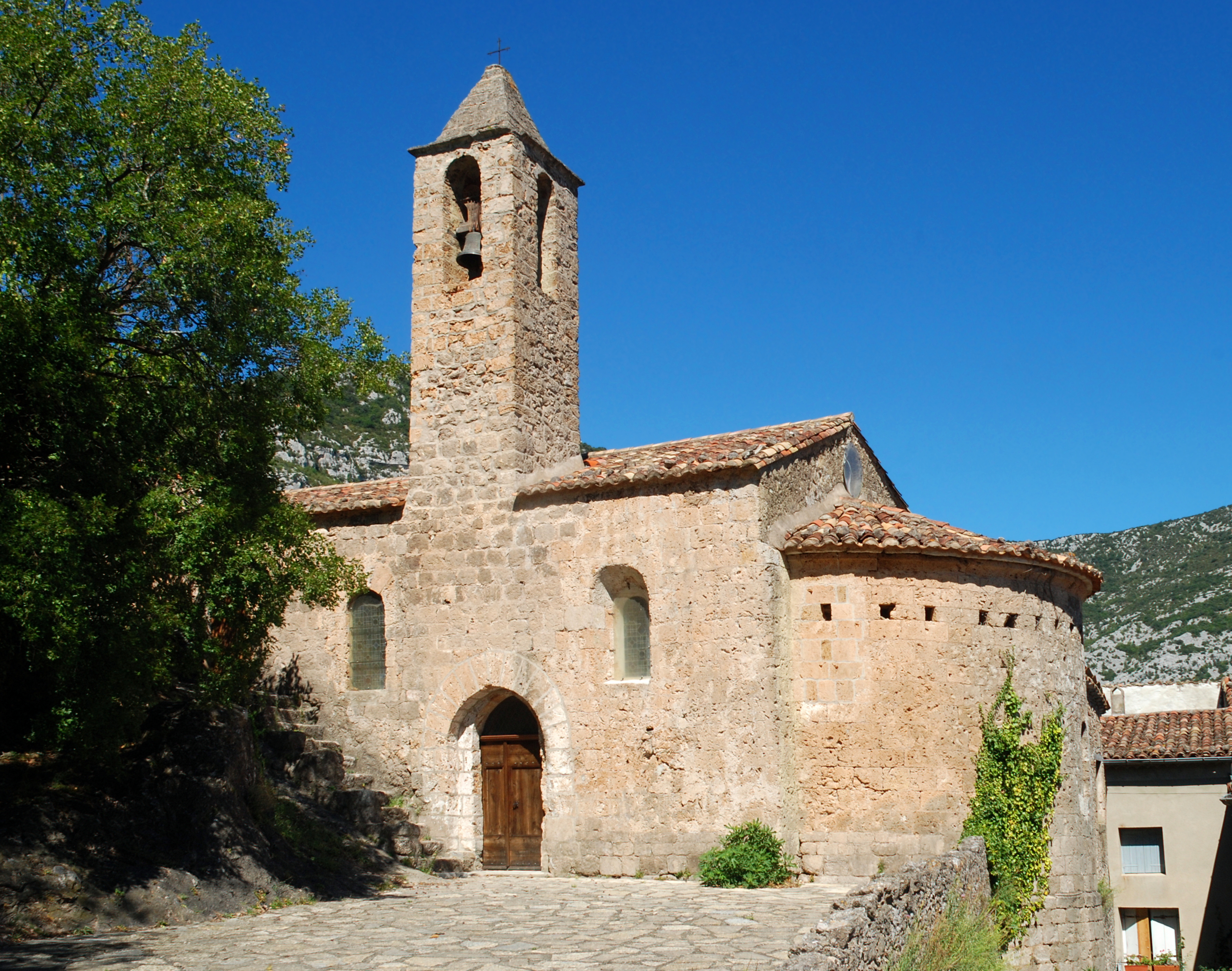
Pégairolles-de-Buèges.
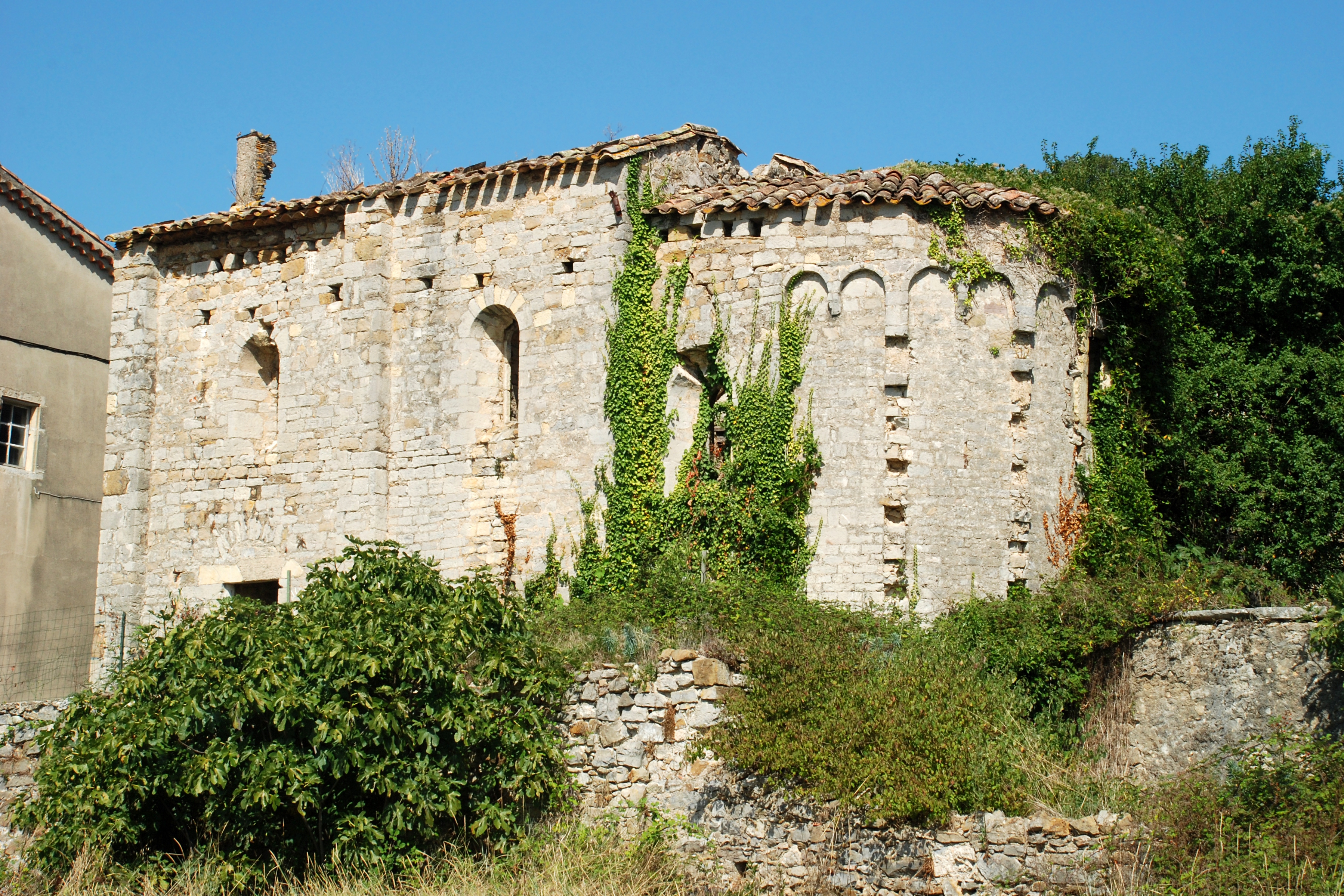
Saint-Martin de Sossenac.

Chapelles
- Chapelle Saint-Amant de Théziers ;
- Chapelle Saint-Étienne-de-Vaissière d'Azille ;
- Chapelle Notre-Dame d'Aleyrac (près de Sauteyrargues) ;
- Chapelle Saint-Étienne d'Issensac (près de Brissac) ;
- Chapelle de la Madeleine (Pezens) ;
- Chapelle Saint-Roch de Mons ;
- Chapelle Notre-Dame de Roubignac ;
- Chapelle Notre-Dame-de-Nize (Lunas) ;
- Chapelle Sainte-Anne de Cessenon-sur-Orb.

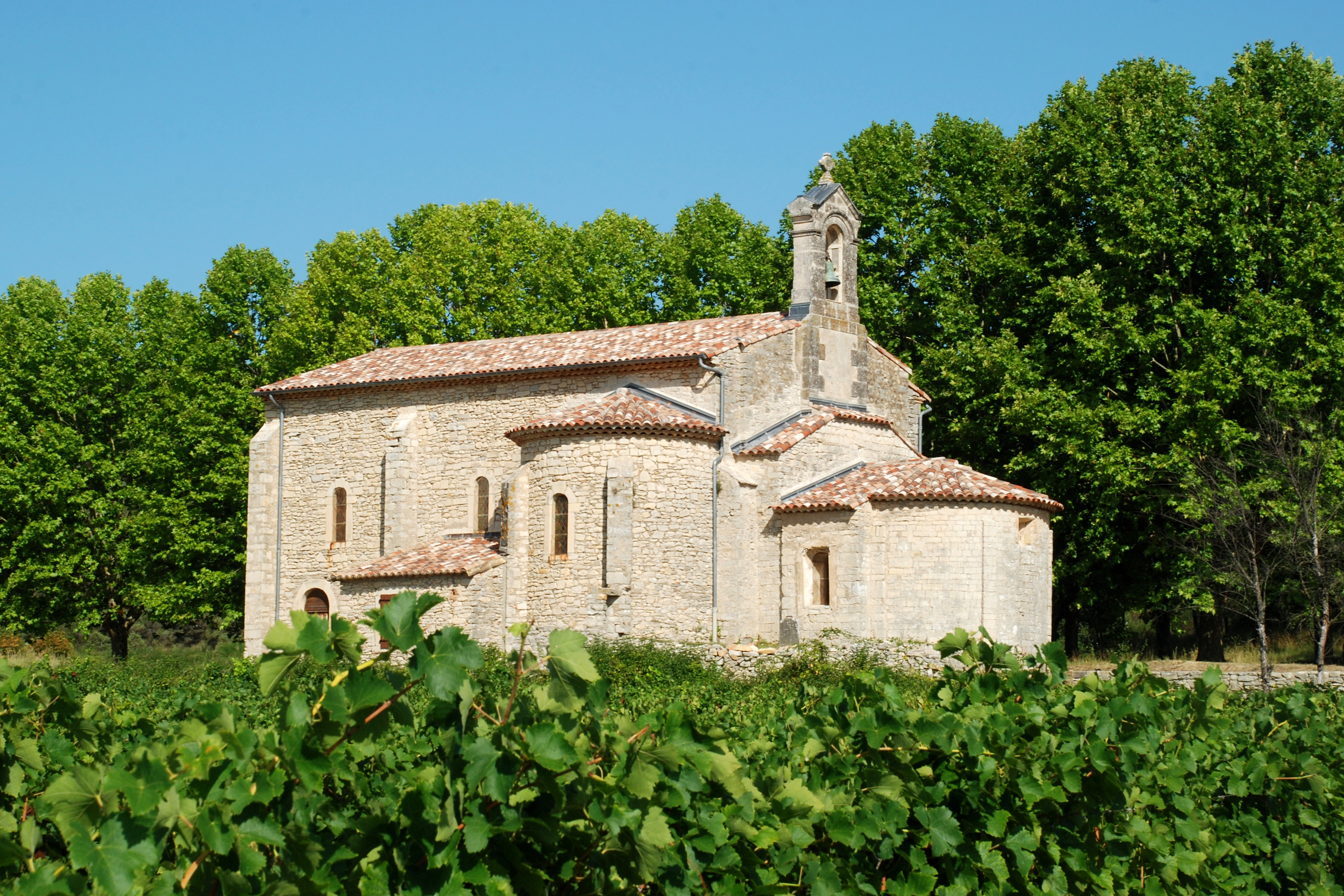
Aleyrac.
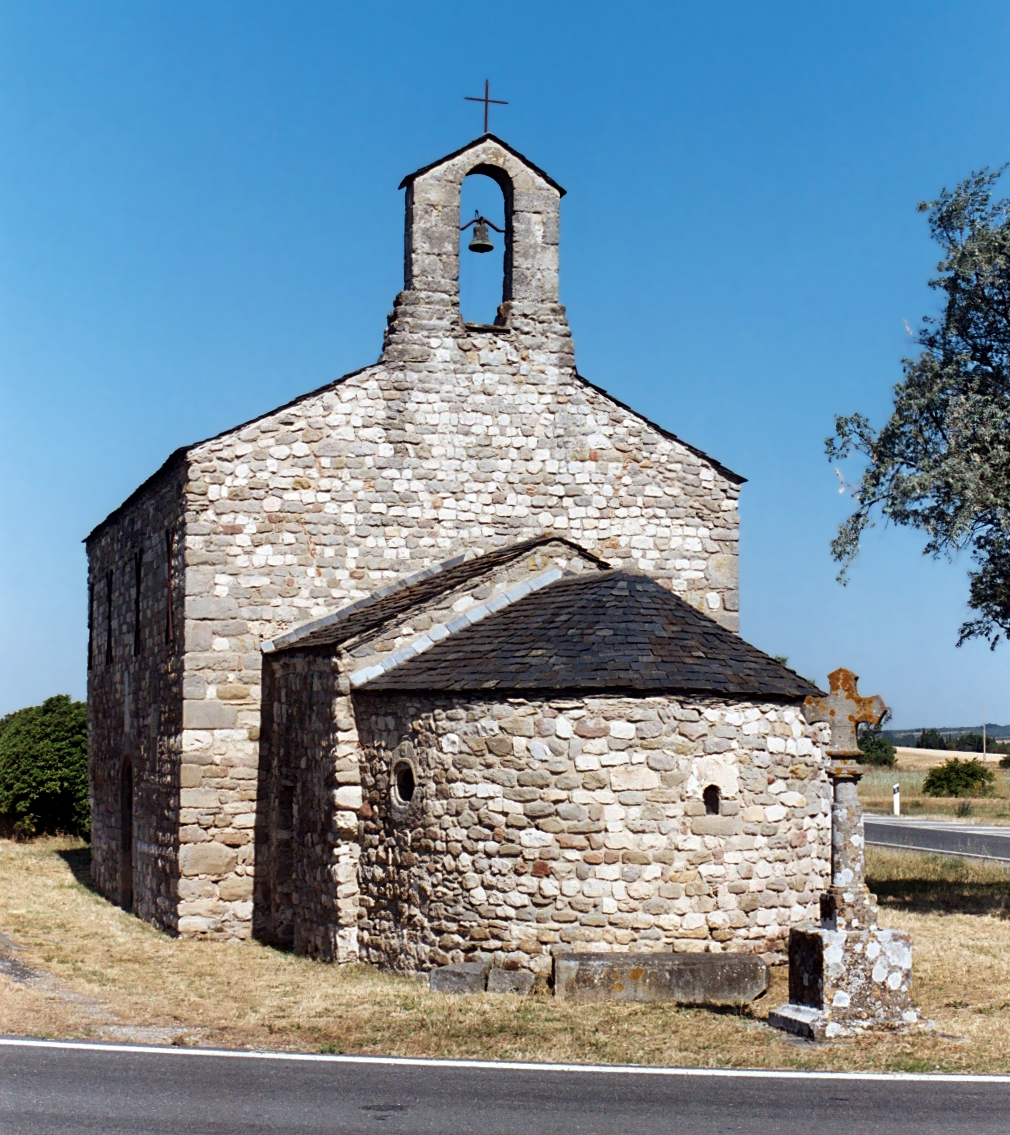
Pezens.
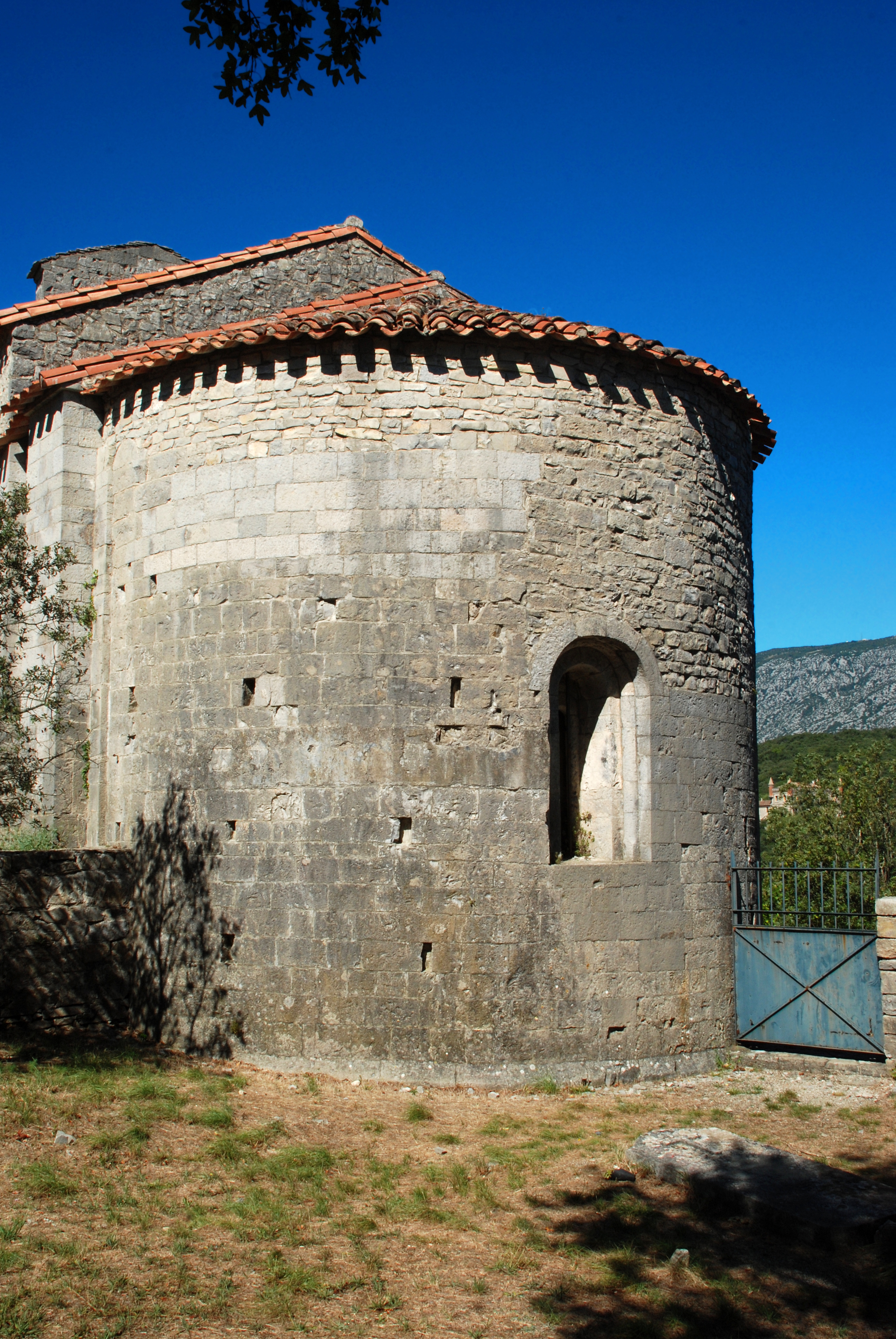
Issensac.
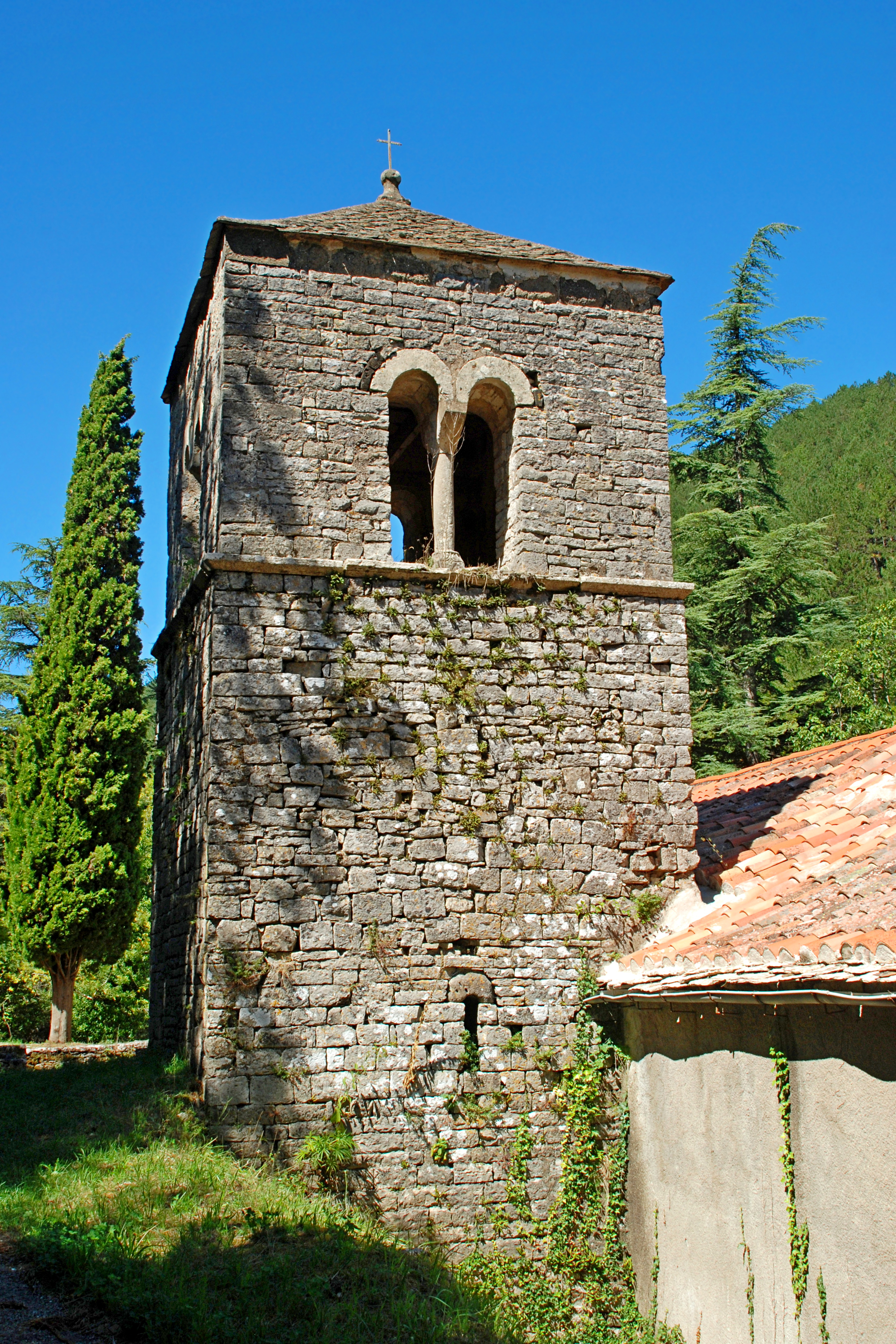
Notre-Dame-de-Nize.
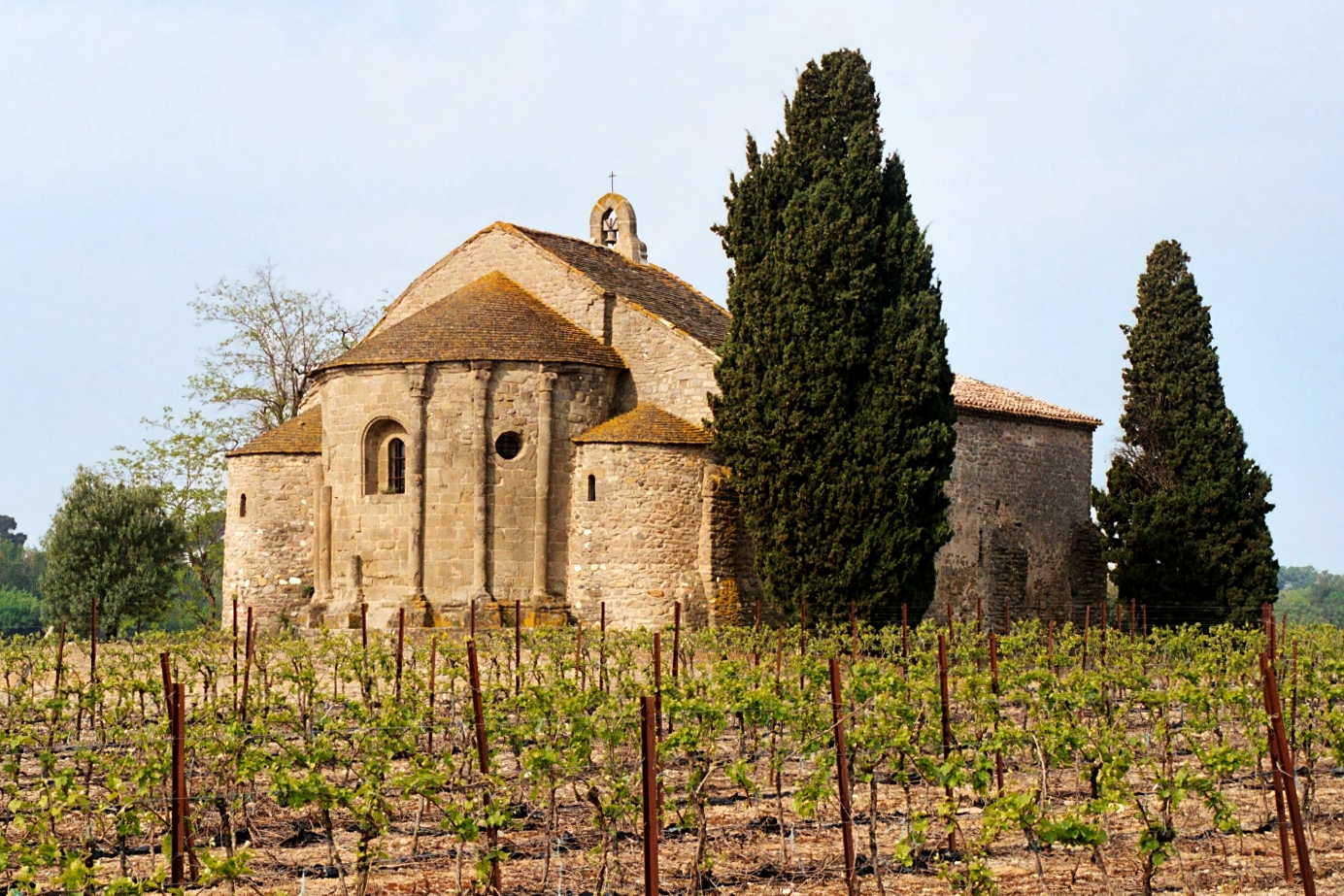
Azille.